# Peter Lenes
Peter Lenes (* 3. April 1986 in Shelburne, Vermont) ist ein ehemaliger österreichisch-US-amerikanischer Eishockeyspieler, der im Laufe seiner Karriere unter anderem für den EC Kitzbühel und die  Graz 99ers aktiv war.

## Karriere
Lenes begann seine Karriere bei den Sioux City Musketeers in der United States Hockey League und verbrachte danach vier Jahre im Team der University of Vermont in der National Collegiate Athletic Association. Sein erstes Profiengagement hatte er zur Saison 2009/10 beim ECHL-Team Ontario Reign, mit dem er jedoch die Playoffs nicht erreichte. Sein erstes Tor als Profispieler erzielte er am 8. November 2009 bei einem 8:2-Auswärtssieg gegen die Bakersfield Condors. Insgesamt brachte er es in dieser Saison auf 13 Tore und zehn Assists.
Im Frühjahr 2010 wurde Lenes, der auch die österreichische Staatsbürgerschaft besitzt, von den Graz 99ers unter Vertrag genommen, für die er in der Saison 2010/11 in der österreichischen Eishockeyliga auflief. Anschließend kehrte er nach Nordamerika zurück und spielte für die Trenton Titans und Wheeling Nailers in der ECHL. Es folgte eine Saison bei Esbjerg Energy in Dänemark und fünf Spieljahre beim EC Kitzbühel.

## Erfolge und Auszeichnungen
- 2010 Teilnahme am ECHL All-Star Game

## Karrierestatistik
(Legende zur Spielerstatistik: Sp oder GP = absolvierte Spiele; T oder G = erzielte Tore; V oder A = erzielte Assists; Pkt oder Pts = erzielte Scorerpunkte; SM oder PIM = erhaltene Strafminuten; +/− = Plus/Minus-Bilanz; PP = erzielte Überzahltore; SH = erzielte Unterzahltore; GW = erzielte Siegtore; 1 Play-downs/Relegation; Kursiv: Statistik nicht vollständig)